# (29790) 1999 CW64
A (29790) 1999 CW64 a Naprendszer kisbolygóövében található aszteroida. A LINEAR projekt keretében fedezték fel 1999. február 12-én.